# Павлодар
Павлодар (каз. Павлодар, рус. Павлодар) је град у Казахстану, у Павлодарској области. Налази се на североистоку земље, поред реке Иртиш. Према процени из 2010. у граду је живело 321.815 становника. Становништво чине углавном Казаси и Руси.

## Историја
Град је основан 1720. године као средиште области Павлодар. Данашње име је добио 1861. по руском кнезу Павлу Александровичу. Град је трговачки центар павлодарске области. 

## Становништво
Према процени, у граду је 2010. живело 321.815 становника.
| 1979.    | 1989.    | 1999.    |
| -------- | -------- | -------- |
| 272.895. | 329.681. | 320.400. |

## Галерија
- Руска православна црква
- Католичка црква Свете Терезије
- Обелиск у спомен побједе совјетских трупа у Другом свјетском рату
- Фонтане
- Фонтане поред реке Иртиш
- Градска управа
- Главна пошта